# 厄立特里亚解放阵线
厄立特里亚解放阵线，简称厄解阵，成立于1961年，曾是厄立特里亚最大的反抗埃塞俄比亚统治的武装团体。最初是当地的穆斯林部族反抗基督教为主体的埃塞俄比亚帝国统治的组织，得到中东阿拉伯国家支持。1970年，厄解阵的左翼分裂出去，成立厄立特里亚人民解放阵线（简称厄人阵）。1980年代，厄人阵取代厄解阵成为厄立特里亚最大的反叛团体。在被驱逐出厄立特里亚的土地之后，厄解阵分裂为三个派别，其中两个在1987年并入厄人阵，剩下的一个派别继续以厄解阵的名义活动。1990年代初，厄人阵（1994年改组为人民民主与正义阵线）取得政权后，厄解阵作为一个小型反叛团体继续存在，反对人民民主与正义阵线领导的厄立特里亚政府。目前，厄解阵是厄立特里亚反对派联盟“厄立特里亚全国联盟”的成员，该联盟显然得到了埃塞俄比亚政府和索马里政府的军事支持。
1971年－1982年，厄解阵奉行马列主义意识形态，之后转奉社会保守主义。厄解阵的现任领袖是侯赛因·凯利法。厄解阵的总部位于苏丹喀土穆。